# Peter Bláha
Peter Alexander Bláha, född 21 april 1977 i Stockholm, är en svensk profil inom fitness, crossfit och TV, samt även entreprenör och utbildad civilingenjör i datateknik på KTH. Han har tidigare varit VD för Linköpingsföretaget Twingly, som är en form av webbplats och sökmotor för olika bloggar. Han har också varit en del av det svenska rugbylandslaget.

## Biografi
Bláha är mest känd för sin medverkan som gladiator i TV-programmet Gladiatorerna. Hans gladiatornamn i den sjätte säsongen var till en början Attila, men det blev senare omändrat till Pansar, som därefter blev hans officiella gladiatornamn fram till slutet av säsong 11. Han har också gjort sig känd för sitt vettvilliga humör i programmet, då han bland annat vid ett tillfälle slängde domaren Lahdo Sharro rätt ner i golvet, då denne försökte hindra honom från att ge sig på en av utmanarna i programmet.
Bláha har tidigare varit bosatt i Ljungsbro utanför Linköping, men bor sedan en tid tillbaka i Märsta utanför Stockholm. Han är gift och har två döttrar.